# Loxospora lecanoriformis
Loxospora lecanoriformis är en lavart som beskrevs av Lumbsch, A. W. Archer & Elix. Loxospora lecanoriformis ingår i släktet Loxospora och familjen Sarrameanaceae.   Inga underarter finns listade i Catalogue of Life.